# Skederids distrikt
Skederids distrikt är ett distrikt i Norrtälje kommun och Stockholms län. 
Distriktet ligger i sydvästra delen av kommunen. 

## Tidigare administrativ tillhörighet
Distriktet inrättades 2016 och utgörs av socknen Skederid i Norrtälje kommun.
Området motsvarar den omfattning Skederids församling hade vid årsskiftet 1999/2000.